# Kazuki Hara
Kazuki Hara (原 一樹?, Hara Kazuki; Chiba, 5 gennaio 1985) è un ex calciatore giapponese, di ruolo attaccante.